# AAV7
L'AAV-7 (Assault Amphibious Vehicle 7 ovvero Veicolo Anfibio d'Assalto modello 7), precedentemente denominato Landing Vehicle, Tracked, Personnel-7 (LVTP-7), è un veicolo anfibio da sbarco, in grado di navigare, ma anche di muoversi su terra.
L'idea di questo nuovo mezzo è nata dalla necessità del Corpo dei Marines che, negli anni '70, ebbe l'esigenza di avere un nuovo mezzo corazzato anfibio. L'AAV-7 deriva dal precedente LVTP-5, ormai sorpassato per termini di affidabilità e protezione del personale imbarcato.
Il Reggimento San Marco e i Lagunari italiani hanno in dotazione complessivamente 35 di questi mezzi. Alcuni di questi sono stati utilizzati nelle recenti missioni in Libano e in Iraq.

## Caratteristiche tecniche

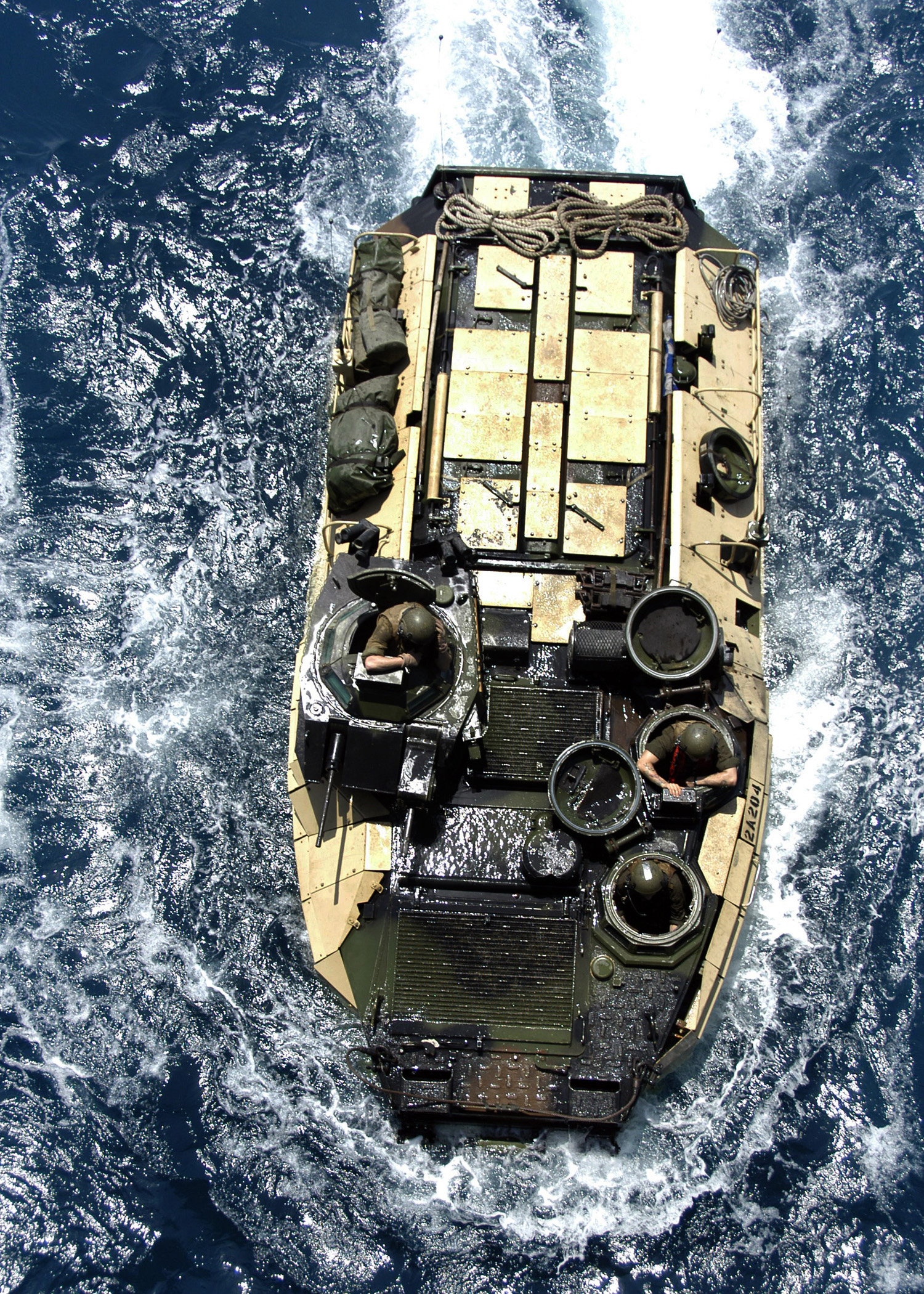
Un AAV7 visto dall'alto.

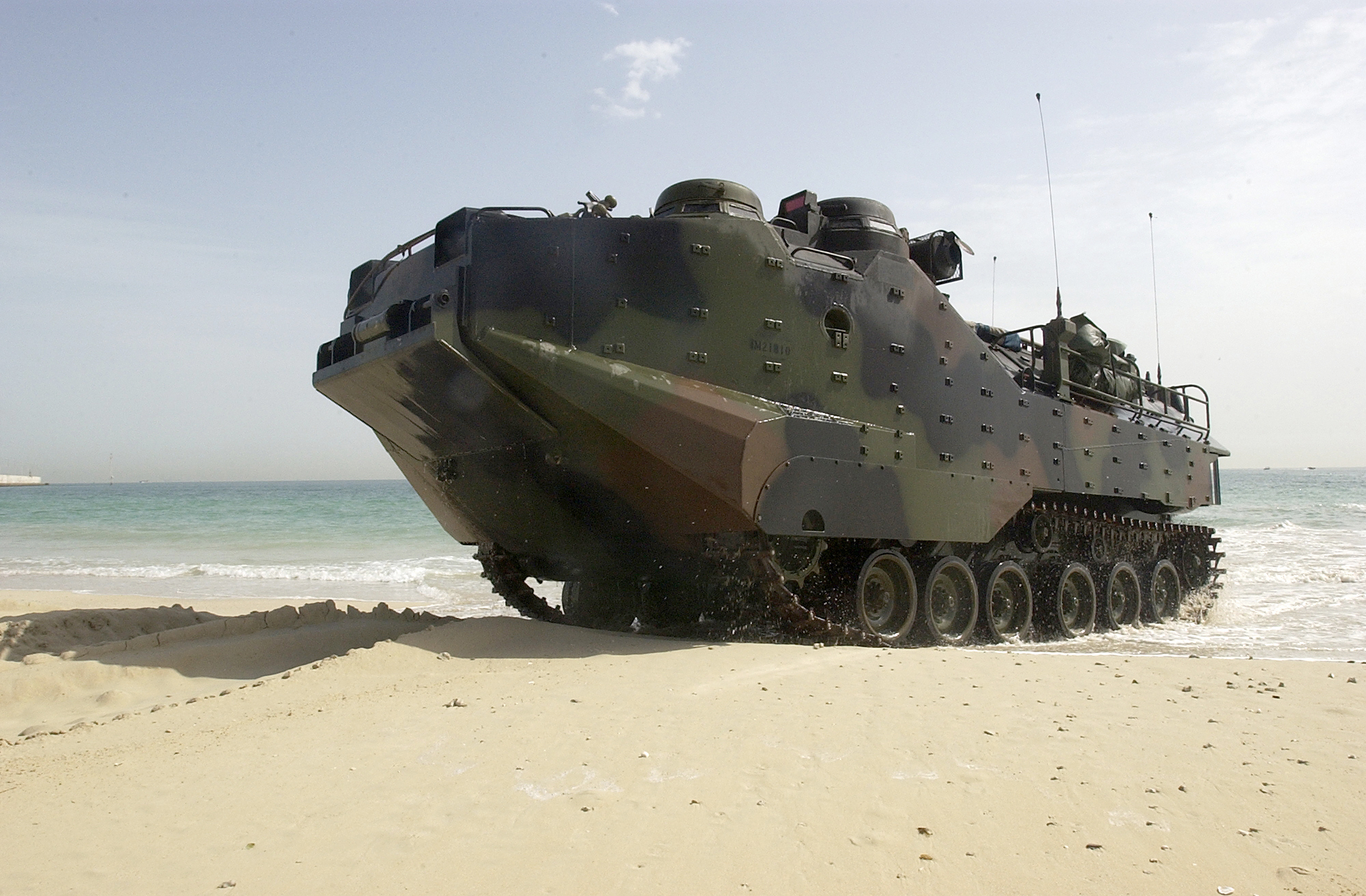
Vista laterale di un AAV7.

Il mezzo anfibio può contenere fino ad un plotone di 21 soldati più il comandante di plotone. L'equipaggio minimo è formato da tre uomini: il pilota, il capocarro (che svolge anche le funzioni di puntatore e mitragliere per la torretta armata con mitragliatrice e lanciagranate) ed il load-master che è il responsabile del personale imbarcato durante la navigazione od il movimento a terra.
Sul retro è presente una grande rampa idraulica che costituisce il portellone da cui possono entrare ed uscire i soldati. L'interno è molto scarno ed ha una serie di sedili posti in file addossati alle pareti dello scafo, con l'opzione di poter aggiungere una eventuale panca removibile nella parte centrale. Il motore è nella parte anteriore destra e, data la sua mole, offre anche una protezione frontale aggiuntiva agli occupanti del mezzo.
Il mezzo è un cingolato, dotato di sei ruote per lato a cui fa capo un sistema innovativo di sospensioni a barra di torsione, per una mobilità maggiore.
La sua capacità di navigare è garantita da 2 idrogetti orientabili posti nella parte posteriore del mezzo. Gli idrogetti pompano ed espellono il fluido ad una velocità di 53.000 litri al minuto. Per potersi muovere agilmente, gli idrogetti sono usati assieme a dei deflettori.
Per la navigazione, come oramai tutti i mezzi militari, anche l'AAV7 è dotato di ricevitore GPS.
Sulla superficie terrestre l'AAV-7 si muove molto più agilmente: con una velocità massima superiore ai 70 km/h, il mezzo è in grado di superare un ostacolo alto 90 cm, superare un fossato largo 2,4 m, viaggiare su una superficie con una pendenza del 60% o su di un pendio in discesa del 40%.

### Armamento
Il mezzo ha sulla sua sommità una torretta armata con un lanciagranate automatico Mk 19 da 40 mm e con la mitragliatrice pesante Browning M2 calibro 12,7.

## Versioni
- LVTP-7: serie originale introdotta dal 1972. Originariamente armato con una mitragliatrice M85 da 12,7 mm
- LVTP-7A1: aggiornamento del 1982. Ribattezzato AAVP-7A1 dal 1984
  - AAVP-7A1: versione da trasporto truppe
  - AAVC-7A1: veicolo di comando senza torretta e con dispositivi di comunicazione aggiuntivi; ha un equipaggio di 3 persone e può trasportare fino a 5 operatori radio e 5 ufficiali
  - AAVR-7A1: veicolo da recupero senza torretta
- KAAV7A1: versione prodotta su licenza in Corea del Sud da Samsung Techwin

## Utilizzatori
Argentina
- Infantería de Marina

21 acquistati negli anni '70, 11 AAV-7 e alcuni AAVR-7 in servizio nel 2022.
 Brasile
- Corpo de Fuzileiros Navais

13 AAVP-7A1, 20 AAVP-7A1 RAM/RS, 12 LVTP-7, 2 AAVC-7A1 RAM/RS e 2 AAVR-7A1, di cui 1 allo standard RAM/RS, in servizio.
 Corea del Sud
- Daehanminguk Haebyeongdae

Circa 168 KAAV7A1 di tutte le versioni.
 Filippine
- Hukbong Kawal Pandagat ng Pilipinas

8 KAAV7A1 acquistati nel 2016, 4 consegnati a maggio 2019 e i restanti 4 ad agosto dello stesso anno.
 Giappone
- Rikujō Jieitai

46 AAVP-7, 6 AAVC-7 e 6 AAVR-7, tutti allo standard RAM/RS.
 Grecia
- Ellinikós Stratós

Vendita militare straniera per 63 AAVP-7A1, 9 AAVC-7A1 e 4 AAVR-7A1 approvata nel marzo 2023.
 Indonesia
- Korps Marinir Republik Indonesia

15 donati dalla Corea del Sud, tutti in servizio nel 2021.
 Italia
- Esercito Italiano

14 AAVP-7, 1 AAVC-7 e 1 AAVR-7 di standard RAM/RS in servizio nel Reggimento lagunari "Serenissima".
- Marina Militare

15 AAVP-7, 2 AAVC-7 e 1 AAVR-7 di standard RAM/RS in servizio nella Brigata marina "San Marco".
 Spagna
- Infantería de Marina

16 AAVP-7, 2 AAVC-7 e 1 AAVR-7.
 Stati Uniti
- United States Marine Corps

Circa 1 200 in ogni versione.
 Taiwan
- Zhōnghuá Mínguó Hǎijūnlùzhàndùi

54 AAV-7A1, di cui 52 AAVP-7A1 e 2 AAVR-7A1.
 Thailandia
- Reale Corpo dei Marines Thailandese

33 tra AAV-7A1, AAVC-7A1 e AAVR-7A1 aggiornati allo standard RAM/RS.
 Venezuela
- Infantería de Marina Bolivariana

9 AAVP-7, 1 AAVC-7 e 1 AAVR-7 di cui non è nota l'operatività.